# 物流

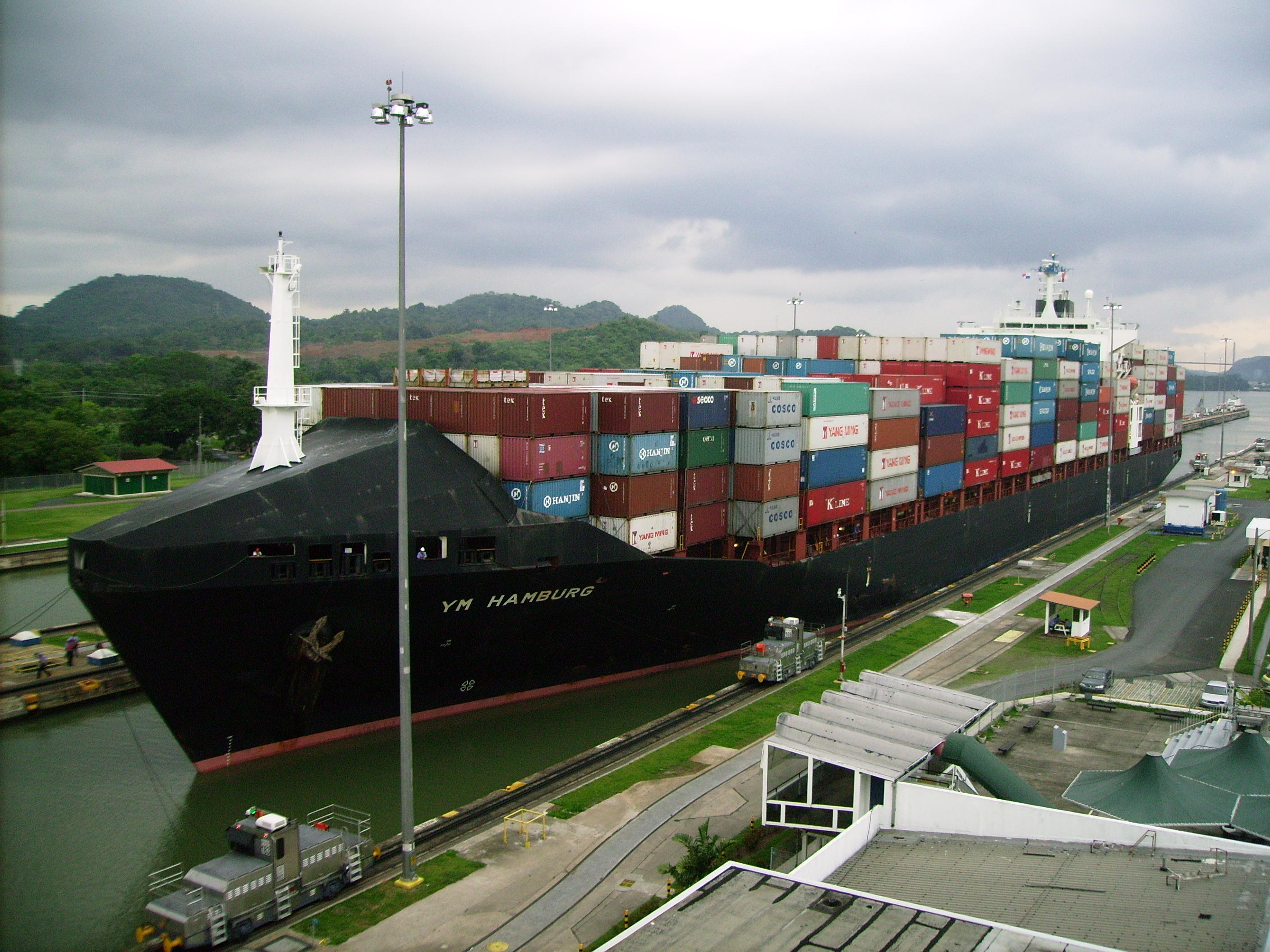
貨櫃是近代物流業的發明

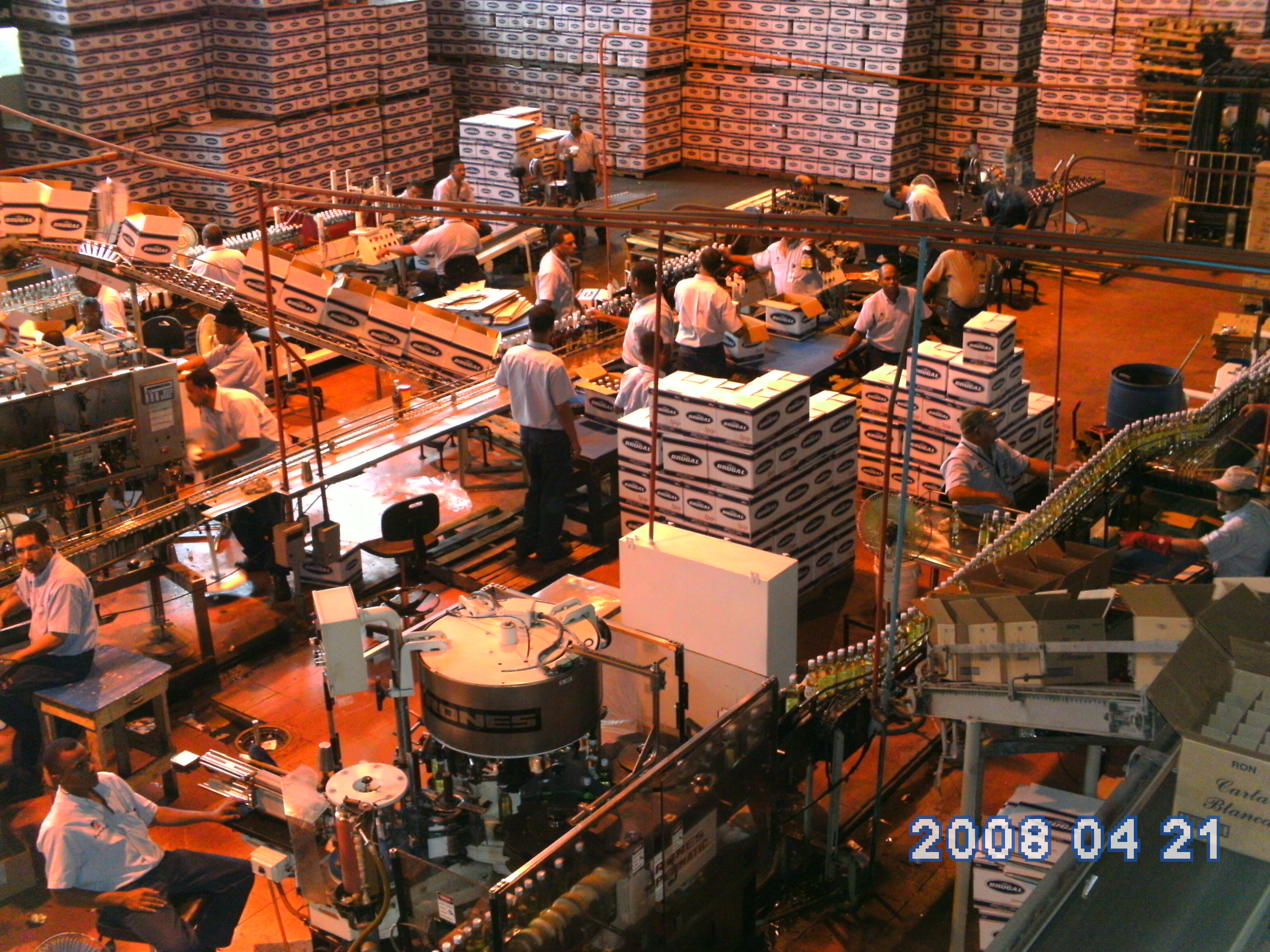
生產線和倉儲、物流同在一處的模式

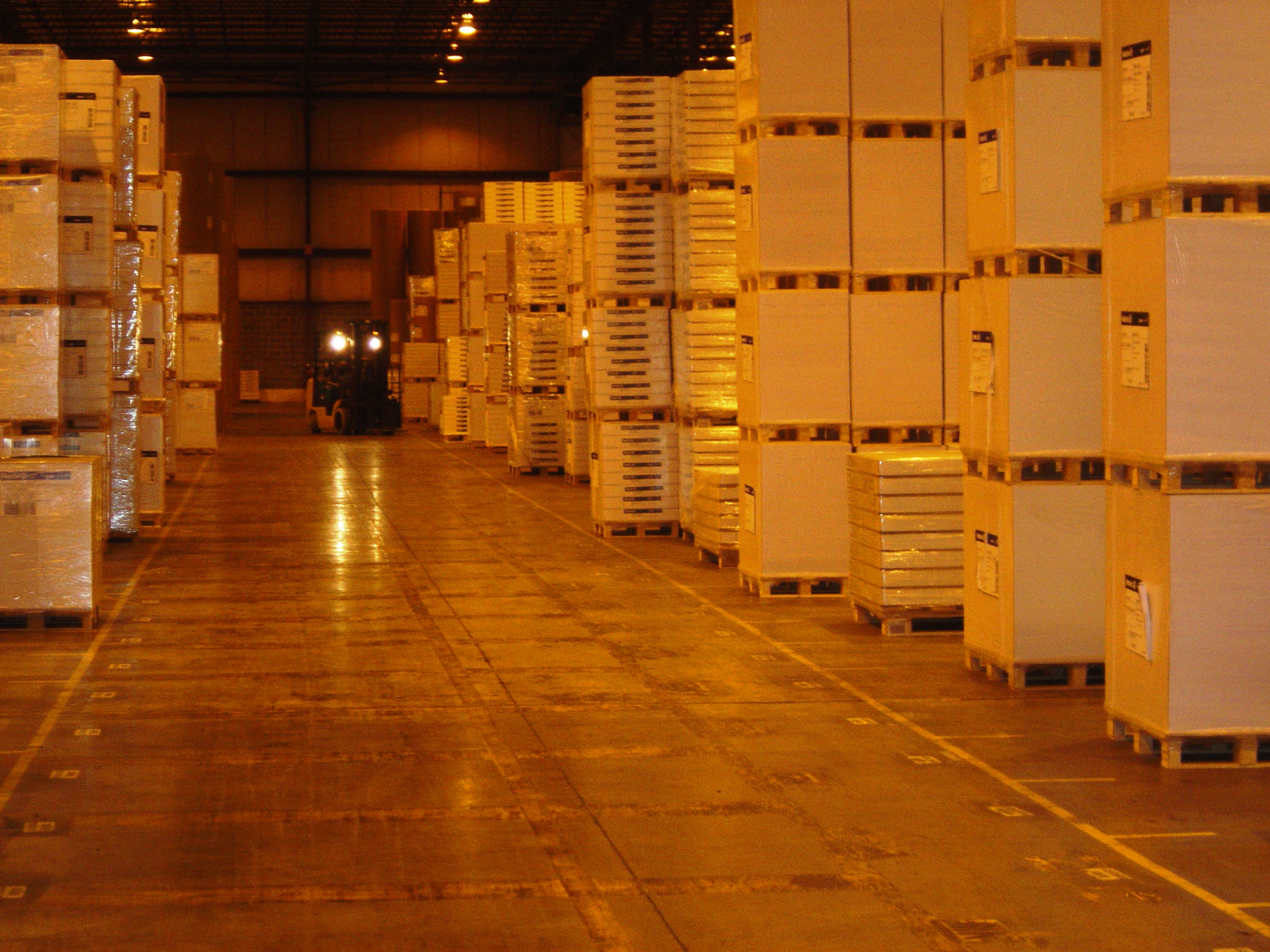
棧板封裝的倉儲體系

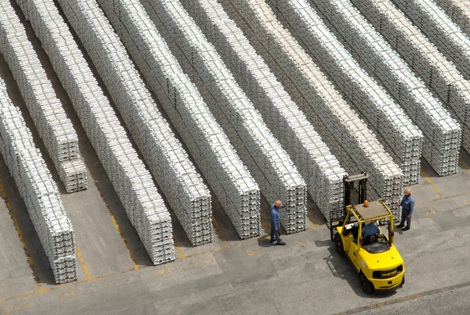
巴林金屬業的露天倉庫

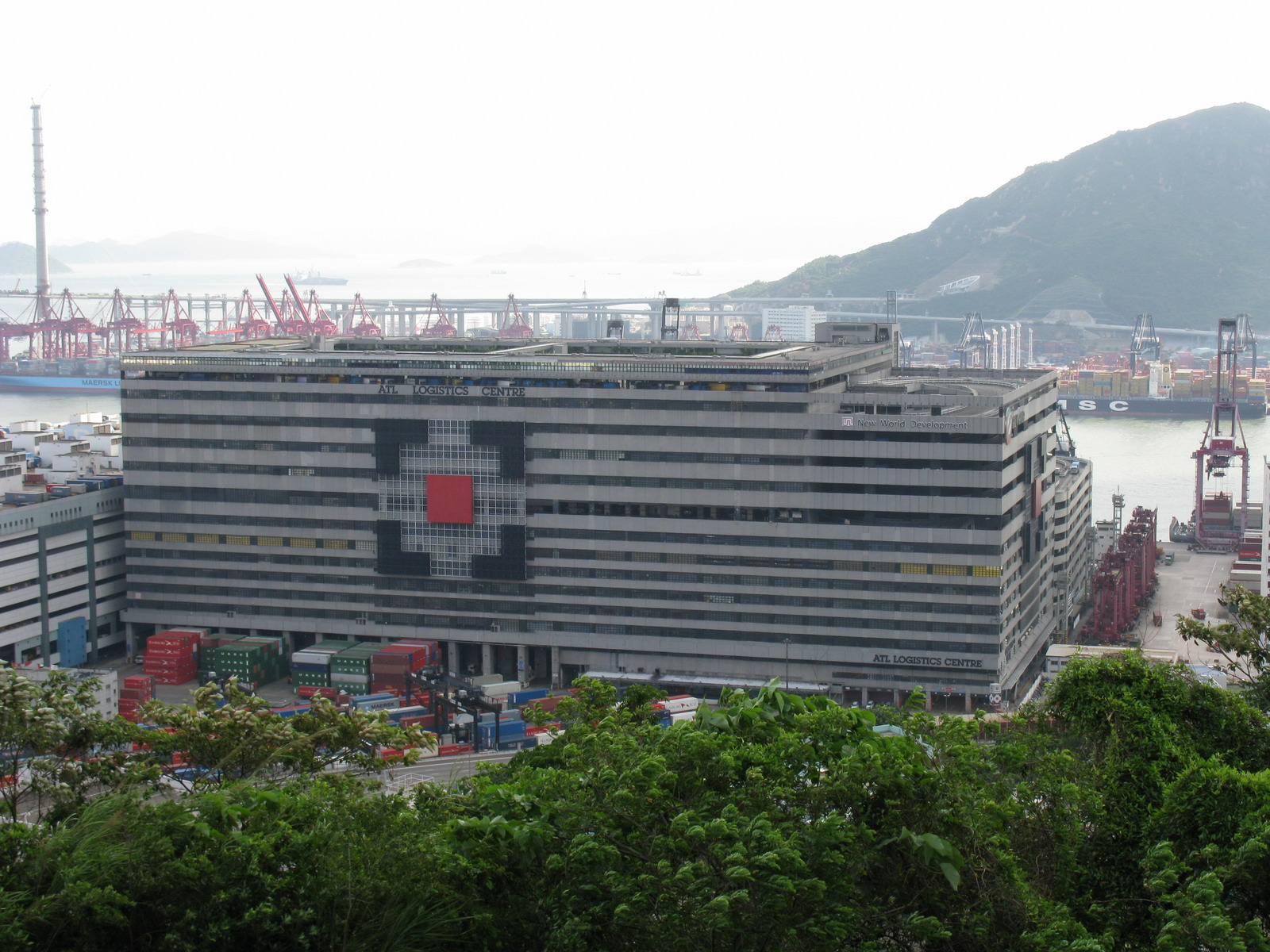
香港最大的葵青貨櫃碼頭物流中心

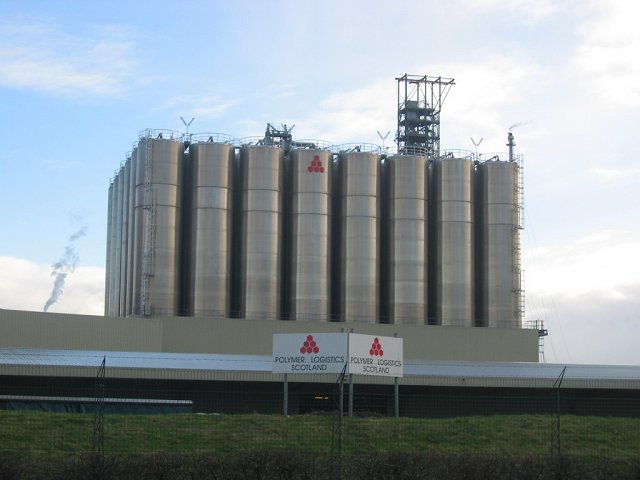
英國一座液體聚合物的物流中心

物流（英語：Logistics）中文源自於日文，指貨運、貨物流通、傳輸送貨，是軍事領域後勤概念的民間用語。在西方該詞語源於希臘語：, Logistikos，意為“計數科學”或“精於算計”。“物流”是一套通過計算、策划來控制原材料、製造加工、產品或資訊在供、需、倉儲不同部之間轉運的管理系統。“物流”也可詳稱為其最終目的之“策略性物流運輸”。物質資料從供給者到需求者的物理運動，是創造時間價值、場所價值和一定的加工價值的活動。物流是指物質體從供應者向需求者的物理移動，它由一系列創造時間價值和空間價值的經濟活動組成，包括運輸、仓储、配送、包裝、裝卸、流通加工等多項基本活動，是這些活動的統一。
相关概念最早出现于军事行政组织，在中国古代一直称为辎重，近代逐渐改为后勤。
现代的“物流”概念最早可能是以二战時期围绕战争物资供应，美軍建立的后勤理论为原型的。当时的「后勤」是指将战时物资生产、采购、运输、配给等活动作为一个整体进行统一布置，以求战略物资补给的费用更低、速度更快、服务更好。后来，将“后勤”体系移植到现代经济生活中，才逐步演变为今天的物流。物流系統也可像互聯網般，促進全球化。在貿易上，若要更進一步與世界連繫，就得靠良好的物流管理系統。
市場上的商品很多是「遊歷」各國後才來到的。原料可能來自馬來西亞和泰國，加工可能在新加坡，生產卻在中國，最後才入口到美國。產品的「遊歷」路線就是由物流師計劃、組織、指揮、協調、控制和監督，使各項物流活動實現最佳的協調與配合，以實現產品物流的目標，目標可能是：降低物流成本(Cost)，提高物流效率及品質(Efficiency & Quality)，或提高物流的供應滿足性(Availability)。目標可能會有取捨和側重。

## 香港物流
香港是國際貿易和航運中心，其貨車數量非常龐大。

### 香港物流公司
- 主打國際物流的公司：APL，DHL，FedEx等
- 主打中港物流的公司：順豐速運，領佳物流有限公司，新里程航运物流集团,海淘基地等
- 主打本地物流的公司：大昌行物流有限公司，富力達（香港）有限公司，智樂專業物流有限公司，東城物流控股有限公司，雄豐運輸有限公司，盛昌物流有限公司等
- 第三方物流平台：GoGoVan,lalamove, PICK-UP，浩鉦，先鋒等

## 物流師
物流師(Logistician)即是負責物流系統管理的專才。物流師就是一個專家。專業資格與會計師、律師、醫師、藥師、護理師或工程師同等，都有其認可的專業學會：
1919年，英國成立了專業的物流組織，並在7年的時間內（1926年），就取得英國君主的認同，成立了英國皇家特許物流與運輸專院（The Chartered Institute of Logistics & Transport，CILT）。英國皇家特許物流與運輸專院院士(Chartered Member)就是一個專業物流師。
- 歐洲專業物流協會（European Logistics Association，ELA）
- 美國國際專業物流協會（International Society of Logistics，SOLE）
- 美國運輸與物流協會（American Society of Transportation & Logistics，AST&L）
- 中華人民共和國物流與採購聯合會（China Federation of Logistics & Purchasing，CFLP）
- 香港物流協會（Hong Kong Logistics Association，HKLA）
- 中華民國物流協會（Taiwan Association of Logistics Management，TALM）
- 臺灣全球運籌發展協會（The Global Logistics Council of Taiwan，GLCT）
- 臺灣國際物流暨供應鏈協會（Taiwan International Logistics & Supply Chain Association，TILSCA）
- 馬來西亞物流師協會（The Society of Logisticians, Malaysia，LogM，"Pertubuhan Pakar Logistik Malaysia"，in Malaysian language）

## 物流管理
物流管理是指在社会再生产过程中，根据物质资料实体流动的规律，应用管理的基本原理和科学方法，对物流活动进行计划、组织、指挥、协调、控制和监督，使各项物流活动实现最佳的协调与配合，以降低物流成本，提高物流效率和经济效益。如今，物流管理的專業知識被運用在貿易上，連繫了整個世界。